# Język kembra
Język kembra – język papuaski używany w prowincji Papua w Indonezji, przez grupę ludności w dystrykcie Okbibab (obecnie kabupaten Pegunungan Bintang), na wschód od rzeki Sobger. Według danych z 2005 roku posługuje się nim zaledwie 20 osób.
Znajduje się na skraju wymarcia. Jest używany w środowisku domowym, prawie wyłącznie przez osoby dorosłe. Jest językiem tonalnym. 
Nie został dobrze udokumentowany. Sporządzono pobieżny opis jego słownictwa (nieopublikowany). Na poziomie leksyki wykazuje zbieżności z językami yetfa, lepki i usku, ale nie jest jasne, czy świadczy to o jego pokrewieństwie z którymś z tych języków (być może są to pożyczki, yetfa służy bowiem jako lokalna lingua franca; jednocześnie część form wyrazowych łączy kembra z lepki). W.A. Foley (2018) rozpatruje go jako izolat; zaznacza przy tym, że do określenia związków genetycznych kembra z innymi językami bądź rodzinami potrzebne są dokładniejsze dane lingwistyczne.
Publikacja Glottolog (4.6) łączy go z językami lepki i murkim, wyróżniając rodzinę lepki-murkim-kembra. Timothy Usher umieszcza te trzy języki w ramach grupy południowej języków pauwasi, wraz z kimki. Autorzy publikacji Ethnologue (wyd. 22) powstrzymują się od prób jego klasyfikacji.